# 章懋 (嘉靖進士)
章懋（1508年—？年），字世功，四川瀘州衛官籍，浙江長興縣人，明朝政治人物。

## 生平
嘉靖十年（1532年）辛卯科四川鄉試第五十九名舉人。嘉靖二十九年（1550年）中式庚戌科會試第一百六十六名，二甲第五十六名進士。

## 家族
曾祖章旺，正千戶；祖父章能；父章旈，母同氏。